# Ordre nouveau (mouvement)
Pour les articles homonymes, voir Ordre nouveau.
Ordre nouveau (forme courte du Centre de recherche et de documentation pour l'avènement d'un ordre nouveau dans les domaines social, économique et culturel) est un mouvement politique français, nationaliste et d'extrême droite, actif entre 1969 et 1973. Habituellement classé dans le courant néofasciste,,,,, il utilise la croix celtique comme emblème. Le mouvement participe à la création en 1972 du Front national, qui devait à l'origine en constituer la vitrine électorale.

## Histoire

### Origines

#### Création de Jeune nation en 1949
L'histoire de l'extrême droite française d'après-guerre est marquée par le mouvement Jeune Nation, fondé en 1949. Sa participation à la journée insurrectionnelle du 13 mai 1958 lui vaut dissolution. Le mouvement décide de se relancer en créant un Parti nationaliste, mais celui-ci est interdit une semaine après sa fondation. Il existe alors aussi un Front national français, un Mouvement nationaliste étudiant, et, plus important, la Fédération des étudiants nationalistes (FEN), créée en 1960. Après la fin de la guerre d'Algérie, Dominique Venner, ancien cadre de JN et de la FEN, écrit en prison un opuscule qui va marquer la mouvance : Pour une critique positive. Cet opuscule convainc de nombreux militants d'abandonner les nostalgies, d'abandonner les méthodes terroristes de l'OAS, de la nécessité de créer une puissante organisation nationaliste et de celle d'élaborer une doctrine révolutionnaire pénétrant les masses. Avec le lancement de la revue Europe-Action, Dominique Venner réoriente la FEN selon ses vues. Mais ni Europe-Action ni le rassemblement autour de Jean-Louis Tixier-Vignancour pour l’élection présidentielle de 1965 n’arrivent à unifier une mouvance très hétérogène.

#### Scission de la FEN donnant naissance à Occident
En 1964, un groupe de militants de la FEN, mécontent du peu d'activisme et de la ligne racialiste et fondamentalement antichrétienne de la Fédération, fait scission et donne naissance à un mouvement activiste et dynamique, le Mouvement Occident. Ses principaux cadres dirigeants sont Alain Robert, Gérard Longuet, Alain Madelin et François Duprat (exclu en mars 1967). Les militants d'Occident se lancent dans un activisme totalement débridé et désorganisé, et certaines équipées aventureuses aboutissent à son interdiction.

#### Après la dissolution d'Occident
La disparition d'Occident fait apparaître de nombreux groupuscules concurrents cherchant à réunifier l'extrême droite française derrière eux. Parmi les principaux figurent le syndicat étudiant Groupe union droit d'Assas (GUD, qui deviendra Groupe union défense), lancé par Alain Robert, et le groupe de rédaction de la revue L’Élite européenne, mensuel au rythme de parution irrégulier qui était lié à Occident. En juillet 1970, L’Élite européenne, affirme avoir en un an triplé son nombre d’abonnés pour arriver à 2 000 et disposer alors de plus d’une vingtaine de groupes de diffusion « dans tout le pays ».

### Création d'Ordre nouveau en 1969
Ce sont ces deux groupes, le GUD et L’Élite européenne, qui vont rassembler environ 150 militants pour constituer un mouvement unitaire, qu'ils choisissent de nommer Ordre nouveau, en décembre 1969. Il s'agit d'une référence à la doctrine nazie du Neuordnung  ("Ordre nouveau").  Les premiers statuts sont déposés en préfecture sous le nom de « Centre de recherches et de documentation pour l’avènement d’un ordre nouveau dans les domaines social, économique et culturel ».
Le credo d'Ordre nouveau est « la renaissance du patriotisme, la promotion d'une hiérarchie des valeurs, ainsi que la restauration familiale et éducative ».
L'équipe compte d'anciens adhérents du mouvement Occident (dont William Abitbol, Marie-Françoise David, Gérard Écorcheville, Hugues Leclère, Jack Marchal, Alain Robert), épaulés par des étudiants du GUD et rejoints à partir de février 1970 par François Duprat. La première présidence fut confiée à l'avocat Jean-François Galvaire, qui démissionna de ce poste en mai 1970.
Le congrès fondateur d'Ordre nouveau est marqué par l'explosion de la salle prévue la veille de la réunion. En 2010, Jean-Marie Le Pen attribuera cette bombe à l'organisation elle-même, dans une volonté de provocation. La stratégie d'Ordre nouveau se base, de fait, sur la provocation afin de prendre une place prépondérante dans le milieu d'extrême droite : le mouvement revendique 2700 adhérents alors qu'ils ne disposent que de 200 encartés, et recouvre Paris d'affiches annonçant une conférence internationale qui rassemblerait le MSI, les salazaristes et le NPD (qui n'avait en réalité pas été contacté). Selon Jack Marchal, cadre du mouvement, cette stratégie est un succès : « On doit reconnaître à François Duprat un coup de génie, celui d’avoir mis ON en orbite ex nihilo, juste avec une affiche provocatrice à souhait, alors que nous n’avions alors ni journal, ni local, ni boîte postale. L’hégémonie remportée d’emblée dans notre camp a été un coup de bluff dont on ne remerciera jamais assez Duprat ».  

### Jusqu'à la dissolution

#### Scissions sur le rapport au pouvoir
Quelques mois plus tard, le 15 septembre 1970, le groupe Pour une Jeune Europe, mené par Nicolas Tandler, qui avait participé à la fondation d'ON en 1969 et qui s'était maintenu en tant que fraction, claque la porte d'Ordre Nouveau, l'accusant de « dérive droitière » et de se comporter en allié objectif du gouvernement,. Par la suite, ce groupe apportera son soutien à des militants d'extrême gauche emprisonnés et, le 6 mars 1970, prendra même part, aux côtés des mouvements maoïstes et trotskistes, à la contre-manifestation organisée contre le meeting d'Ordre Nouveau au Palais des Sports. En octobre 1970, ON atteint le cap des 750 militants. Gabriel Jeantet intègre son bureau politique.  
Jean-Claude Nourry démissionne en février 1971, en dénonçant la collaboration tactique avec certains éléments du pouvoir dans la lutte contre le « gauchisme »,. Il est exclu peu après.  

#### Affrontements de 1971 avec l'extrême gauche
Le mois suivant, le 8 mars 1971, Robert Allo, un ex-militant d'Occident, cofondateur d'Ordre Nouveau et militant du Groupe union défense, est repéré dans la rue par des militants de d'extrême gauche. Il est brutalement frappé et sombre dans le coma peu après avoir rejoint le local du mouvement. Il doit subir une trépanation. Il est par ailleurs assassiné de deux balles dans la tête en 1994, sans que ce meurtre ne soit élucidé.  
Le lendemain, lors d'un meeting d’Ordre Nouveau au Palais des sports de Paris, France-Soir titre sur une « Atmosphère néo-nazie ». Les militants de la LCR « attaquent le meeting avec des boulons » selon l'ORTF, qui montre les « contre-manifestants gauchistes qui chargent » les CRS et font 80 blessés parmi le service d'ordre, pourtant casqués et armés de longues lances « à la japonaise ». L'ORTF diffuse des images où le service d'ordre du meeting a amené aux CRS un de leurs opposants après l'avoir « capturé et sévèrement corrigé ». Raymond Marcellin, ministre de l'Intérieur depuis Mai 1968, fait le déplacement.  

#### Activités
Le mois suivant, en avril 1971, le journal L’Élite européenne dispose désormais de plus de trente groupes provinciaux,. Au même moment, Ordre nouveau décide, selon les RG, de confier à François Duprat, Philippe Asselin et Christian de Bongain (dit Xavier Raufer) le lancement de son propre périodique, nommé Pour un ordre nouveau, afin de ne pas être entièrement tributaire des autres publications d'extrême droite, notamment Rivarol. Le 3 mai 1971, un grand défilé rassemblant tous les nostalgiques de l’Algérie française est prévu par ON, qui demande à Georges Bidault de lancer l’appel, tandis qu’il prendrait en charge collages et service d’ordre. Cela permet l’accord de participation de nombreux groupements, mais le défilé est finalement interdit. Le 13 mai 1971, les défilés anti-ON ne rassemblent que 400 personnes à Paris et 200 dans les cinq autres villes où ils ont lieu. Cinq jours plus tard, le 17 mai 1971, ON rassemble 400 manifestants dans un défilé de soutien au journal d'extrême droite  Minute, dont les locaux viennent d’être plastiqués.

#### Vers le Front national
En octobre 1971, face à l'Union de la Gauche qui se dessine, François Duprat affirme que la prise du pouvoir par le Parti socialiste entraînerait un coup de force du PCF menant à l’instauration d'une dictature.
Face à cela Ordre nouveau veut aller vers un futur parti politique ayant vocation à rassembler l'opposition nationaliste de droite en participant aux élections.
Au cours de son deuxième congrès, les 10 et 11 juin 1972, Ordre nouveau adopte une résolution qui donnera naissance au Front national dans la perspective des élections législatives de mars 1973.

### Affrontements de 1973 et dissolution
Le 15 juin, plusieurs militants d'Ordre nouveau avaient été inculpés pour coups et blessures volontaires, après avoir agressé un élève professeur de l'ENS pendant qu'il collait des affiches sur son établissement. 
Lors d'une réunion publique tenue à la salle de la Mutualité à Paris le 21 juin 1973 sur le thème « Halte à l'immigration sauvage », de violents affrontements opposent des contre-manifestants d'extrême gauche appartenant à la Ligue communiste d'Alain Krivine aux forces de l'ordre : ce sont les émeutes du 21 juin 1973 à Paris, qui font l'ouverture des journaux télévisés en raison du grand nombre de policiers blessés. Bien qu'ayant été manipulé par la deuxième section des RG de Paris,, Ordre nouveau est, tout comme la LC, dissous par décret du Conseil des ministres du 28 juin.
À la suite de cette dissolution, l'essentiel des cadres de l'ex-Ordre nouveau créent les Comités faire front (très brièvement Faire face, mais la dénomination était déjà utilisée par une association) qui donnent naissance, après la rupture avec le Front national, au Parti des forces nouvelles en novembre 1974.

#### Témoignage
- Frédéric Chatillon, Thomas Lagane et Jack Marchal, Les Rats maudits. Histoire des étudiants nationalistes 1965-1995, Paris, Les Éditions des Monts d'Arrée, 1995, 147 p. (ISBN 2-911387-00-7).
- Alain Renault (prés.), Ordre Nouveau - Juin 1972 & 3e congrès 1973, Paris, Déterna, 2009, 447 p.  (ISBN 978-2-36-0060-06-1)
- Ordre nouveau raconté par ses militants, Paris, Synthèse éditions, 2019, 266 p.  (ISBN 978-2-36798-057-7).

#### Travaux
- Joseph Algazy, L'Extrême-droite en France de 1965 à 1984, éd. de L'Harmattan, 1989 ; rééd. 2000.
- Frédéric Charpier, Génération Occident : de l'extrême droite à la droite, éd. du Seuil, 2005.
- « Ordre nouveau », dans Erwan Lecœur (dir.), Dictionnaire de l'extrême droite, Paris, Larousse, coll. « À présent », 2007 (ISBN 978-2-03-582622-0).
- Nicolas Lebourg et Joseph Beauregard, François Duprat, l'homme qui inventa le Front national, éd. Denoël Impacts, 2012.
- Joseph Beauregard, Nicolas Lebourg et Jonathan Preda, « Aux racines du FN. L’histoire du mouvement Ordre nouveau », sur jean-jaures.org, [PDF], 2014.
- Nicolas Lebourg, Jonathan Preda et Joseph Beauregard, Aux racines du FN L’histoire du mouvement Ordre nouveau, Paris, Éditions Jean-Jaurès, 2014, 122 p.
- Pauline Pico, Liaisons dangereuses. Les extrêmes-droites en France et en Italie (1960-1984), Presses universitaires de Rennes, 2016
L'ouvrage pointe les passerelles militantes et intellectuelles entre Italie et France entre autres MSI- Ordine Nuovo et Ordre Nouveau.